# 伊塔皮拉普昂
伊塔皮拉普昂是巴西戈亚斯州的一个市镇。总面积2043.699平方公里，总人口12189人，人口密度6人/平方公里。